# VAP (azienda)
VAP, Inc. (株式会社バップ?, Kabushiki gaisha Bappu) (iniziali di Video & Audio Project) è una compagnia giapponese che si occupa di intrattenimento, con sede a Chiyoda, Tokyo, Giappone.   

## Artisti musicali
- Tokoro-Tion
- Hiroshi Miyakawa
- Chieko Kawabe
- Galneryus
- Animetal
- Nightmare
- Maximum the Hormone
- NoisyCell
- Fear, and Loathing in las Vegas
- Pay Money to My Pain
- Carlos Toshiki
- coldrain
- Momoko Sakura
- Jyunji Takada
- Aya Hisakawa
- Yuri Shiratori
- Toshiyuki Morikawa
- Nobuyuki Hiyama
- S.E.S.
- Izumi Katou
- Saber Tiger
- Syu
- Masatoshi Ono
- Concerto Moon
- Edge of Spirit
- Ogre You Asshole

## Anime, drama, spettacoli televisivi
- Gyeo-ul yeon-ga (NHK, licenziato da KBS)
- Mirmo! (TV Tokyo)
- Elfen Lied (AT-X)
- Viewer Lab (Mainichi Broadcasting Corporation)
- Ojyajii (Tokyo Broadcasting System)
- Sekaino Shasou Kara (Tokyo Broadcasting System)
- Lupin III
- Oishinbo
- Anpanman
- Hikarito Tomoni
- Space Pirate Captain Herlock
- Mashineiyuuden Wataru
- Future GPX Cyber Formula
- Mamawa Shogaku Yonensei
- Five
- Master Keaton
- Monster
- Death Note
- Chi ha bisogno di Tenchi?
- Berserk
- Densaitakeshino Genkigaderu Television
- Psycho Doctor
- Night Horse Vital
- Stairway to Heaven (Yomiuri TV)
- Minute of Forever
- PS Son's Hope
- Cold Monday
- Legend of Madam
- Waltz of Dog
- Nana

## Affiliati

### Nippon News Network e Nippon Television Network System
- Mitsubishi
- Nippon Television Network
- Akita Broadcasting System
- Sapporo Television Broadcasting
- Yamagata Broadcasting Company Limited
- Miyagi Media Television
- Yamanashi Broadcasting System
- Chukyo TV Broadcasting
- Kita Nippon Broadcasting
- Fukui Broadcasting Corporation
- Yomiuri Telecasting Corporation
- Hiroshima Telecasting Co.,Ltd.
- Yamaguchi Broadcasting Company Limited
- Fukuoka Broadcasting System
- JRT Shikoku Broadcasting Corporation
- Nishinippon Broadcasting Co., Ltd.
- Nankai Broadcasting Co., Ltd.
- RKC Kouchi Broadcasting Corporation
- RAB Aomori Broadcasting Corporation

### Nippon Television Network Business company
- RF Radio Japan
- Nippon TV Music

### Yomiuri Shimbun Partnership Company
- Radio Kansai